# František Černý (1861–1940)
František Černý (23. ledna 1861 Pardubice – 3. září 1940 Praha) byl český kontrabasista a hudební skladatel.

## Život
Vystudoval Pražskou konzervatoř v roce 1882. Ve studiích pokračoval v Paříži na Conservatoire de Paris. Po absolutoriu byl kontrabasistou v orchestru Colonne-Lamoureux. V roce 1890 se vrátil do Prahy a působil jako první kontrabasista orchestru Národního divadla v Praze. O deset let později byl jmenován profesorem na Pražské konzervatoři, kde setrval až do odchodu do důchodu v roce 1931.

## Dílo
František Černý byl především vynikající kontrabasista a hudební pedagog. Pro svůj nástroj zkomponoval čtyři koncerty s orchestrem. Kromě toho napsal Suitu pro orchestr a řadu klavírních skladeb.
Nejvýznamnější je jeho instruktivní literatura. Zpracoval třídílnou školu hry na kontrabas, která byla vydána již v roce 1906 a technická cvičení:
- 30 Études-Caprices (1923),
- Technické studie v palcové poloze (1927).